# ジョーゼフ・アレン・ハイネック

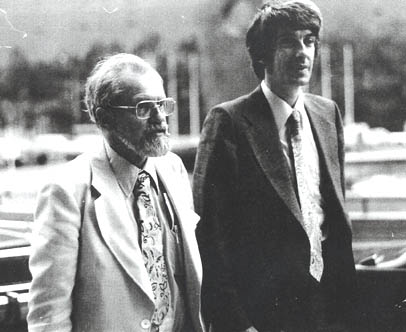
ジャック・ヴァレ とJ. アレン.ハイネック（左）

ジョーゼフ・アレン・ハイネック（英: Josef Allen Hynek、1910年5月1日 - 1986年4月27日）は、アメリカ合衆国生まれの天文学者でUFO研究家である。

## 人物
1948年から1969年まで20年以上に渡りアメリカ空軍UFO研究機関の顧問を務め、同機関が閉鎖された後も膨大な数のUFO目撃報告を研究・分析し、その分類法や評価法を提案。自らUFO調査研究団体であるUFO研究センター(Center for UFO Studies = CUFOS)を設立するなど、主にUFO研究の分野で多大な功績を残した。「UFO学のガリレオ」と呼ばれる。
『プレデター』(1987)、『奇蹟の輝き』(1998)、『ハムナプトラ3 呪われた皇帝の秘宝』(2008)など数多くの映画の視覚効果で知られるジョエル・ハイネックは息子。

## 生涯

### 天文学者
1910年、アメリカ合衆国イリノイ州シカゴ生まれ。シカゴ大学に学び、1935年同大学より天体物理学の博士号を取得し、オハイオ州立大学の物理学および天文学の専任講師とマクミラン天体観測所の所長に就任。
第二次世界大戦中の1942年より、ジョンズ・ホプキンズ大学応用物理学研究所で技術報告責任者として、近接信管の研究開発に従事する。

### 研究機関
戦後の1946年、オハイオ州立大学の教員として復帰。物理学および天文学の准教授として教鞭をとるかたわら、1948年よりアメリカ空軍の空飛ぶ円盤調査研究機関であるプロジェクト・サインの顧問として空飛ぶ円盤目撃報告の評価を行なうようになり、翌1949年プロジェクト・サインがプロジェクト・グラッジと改名して閉鎖されるまで引き続き顧問を務めた（ただしグラッジの活動にはほとんど関与しなかった）。
1950年、オハイオ州立大学の天文学教授兼同大学院副学長に昇進。1952年にはアメリカ空軍が再編成した新たなUFO調査研究機関、プロジェクト・ブルーブックの顧問に就任する。1956年からマサチューセッツ州ケンブリッジのスミソニアン天体物理観測所の副所長となり、人工衛星追跡の責任者を務めた。そして1960年、ノースウェスタン大学の天文学部長兼教授に就任する。
1966年にアメリカ空軍がコロラド大学にUFOの調査研究を委託し、1969年に同大学が報告書を発表したことでプロジェクト・ブルーブックは閉鎖されるが、ハイネックはその後もUFOの研究を続けた。

### UFO研究の体系化
当初は空飛ぶ円盤ないしUFOに否定的な立場を取っていたものの、長年の研究の中で徐々にそのスタンスを変え肯定派となっており、1968年にアメリカ合衆国下院の科学および宇宙航行学委員会がUFOに関する公聴会を開催した際も、諮問を受けた6人の科学者の1人として証言。国家によるUFOの調査研究ならびに国連によるUFO目撃報告収集の重要性を力説した。
1972年には自身にとって最初のUFO研究書であるThe UFO Experience: A Scientific Inquiryを発表。同書はベストセラーになり、スティーヴン・スピルバーグが映画『未知との遭遇』(1977)の脚本を書く際に参考にした。『未知との遭遇』の原題であるClose Encounters of the Third Kindも、ハイネックがThe UFO Experience: A Scientific Inquiryの中で提唱した用語接近遭遇である。結果的にハイネックは『未知との遭遇』のスーパーバイザーとなり、カメオ出演も果たしている。
1973年、イリノイ州エバンストンにCUFOSを設立。UFO報告システムの確立や、定期刊行物International UFO Reporterならびに査読付きの研究誌the Journal of UFO Studiesを発行するなど、科学的UFO研究の体系化に尽力した。
1978年にノースウェスタン大学を退職し、その後も熱心にUFOの研究に取り組んだが、1986年悪性脳腫瘍により死去。76歳だった。

## 主な著作
- Challenge of the Universe (1962)
  - 邦訳『宇宙はまねく』（中居陽子訳、時事通信社、1964）
- The UFO Experience: A Scientific Inquiry (1972)
  - 邦訳『UFOとの遭遇』（南山宏訳、大陸書房、1978）
  - 邦訳『第三種接近遭遇』（南山宏訳、角川春樹事務所、ボーダーランド文庫、1997） - 『UFOとの遭遇』の改題再刊。
- The Edge of Reality: A progress report on the unidentified flying objects, with Jacques Vallee (1975)
  - 邦訳『UFOとは何か』（久保智洋訳、角川文庫、1981） - ジャック・ヴァレーとの共著。
- The Hynek UFO Report (1977)
  - 邦訳『ハイネック博士の未知との遭遇リポート』（青木栄一訳、二見書房、1978）

## 参考資料
- 南山宏『UFO事典 宇宙の神秘がわかる193項』（徳間書店、1975）
- 『第三種接近遭遇』
- Ｊ.アレン・ハイネック博士
- J. Allen Hynek Biography
- 羽仁礼『超常現象大事典』成甲書房、2001年、21-24頁。ISBN 9784880861159。 NCID BA51412836。OCLC 674959758。国立国会図書館書誌ID:000002997289。2023年5月21日閲覧。
- 桜井慎太郎『図解UFO (F-files ; no.14)』新紀元社、2008年、211-212頁。ISBN 9784775305607。 NCID BA88419901。OCLC 676568868。国立国会図書館書誌ID:000009329035。2023年5月21日閲覧。
- 並木伸一郎『未確認飛行物体UFO大全』学研パブリッシング、2010年、3-4頁。ISBN 9784054044425。 NCID BB02579887。OCLC 674370181。国立国会図書館書誌ID:000010673344。2023年5月21日閲覧。
- ASIOS『謎解き　超常現象２』彩図社、2010年、123頁。ISBN 9784883927395。 NCID BA89766547。OCLC 703370272。国立国会図書館書誌ID:000010842530。2023年5月21日閲覧。
- ASIOS『謎解き超常現象3』彩図社、2012年、195頁。ISBN 9784883928552。 NCID BA89766547。OCLC 820756473。国立国会図書館書誌ID:023551698。2023年5月21日閲覧。
- 一柳廣孝、吉田司雄『ナイトメア叢書 8 (天空のミステリー)』彩流社、2012年、109-110頁。ISBN 9784787292049。 NCID BB08191275。OCLC 774269667。国立国会図書館書誌ID:023328642。2023年5月21日閲覧。
- ASIOS『謎解き超常現象DX』彩図社、2013年、129頁。ISBN 9784883928965。 NCID BA89766547。OCLC 840080399。国立国会図書館書誌ID:024132672。2023年5月21日閲覧。
- ASIOS『謎解き　超常現象４』彩図社、2015年、182-184頁。ISBN 9784801300507。 NCID BA89766547。OCLC 902685635。国立国会図書館書誌ID:025978010。2023年5月21日閲覧。
- 大島清昭「UFO学から見た『武江年表』の空中現象 : 妖怪研究の国際化に向けて」『現代民俗学研究』第8号、現代民俗学会、2016年、73-82頁、hdl:2241/00155459、ISSN 18839134、NAID 120007128087、NCID AA12435232、OCLC 5824365678、国立国会図書館書誌ID:027270855、2023年5月21日閲覧。
- 天宮清『日本UFO研究史 = The History of Researching UFOs : UFO問題の検証と究明、情報公開』ナチュラルスピリット、2019年、81-89頁。ISBN 9784864512893。 NCID BB29230149。OCLC 1083581135。国立国会図書館書誌ID:029436233。2023年5月21日閲覧。
- 並木伸一郎『機密解除!!ペンタゴンの極秘UFO情報 : ついにアメリカ軍は未確認空中現象UAPの存在を公式に認めた!! (ムー・スーパーミステリー・ブックス)』ワン・パブリッシング、2021年、38頁。ASIN 4651201636。ISBN 9784651201634。OCLC 1305387522。国立国会図書館書誌ID:031817957。2023年5月21日閲覧。